# Åke Wockatz
Åke Johan Wockatz, född den 12 oktober 1893 i Göteborg, död där den 9 december 1958, var en svensk militär. Han var bror till Sixten Wockatz samt brorson till Carl och Justus Wockatz.
Wockatz avlade studentexamen i Göteborg 1912 och officersexamen 1915. Han blev fänrik vid Flottan sistnämnda år, underlöjtnant 1917 och löjtnant samma år. Wockatz fick transport till Kustartilleriet 1918. Han genomgick Sjökrigshögskolans allmänna kurs 1920–1921 och Sjökrigshögskolans artillerikurs 1921–1923. Wockatz befordrades till kapten i Kustartilleriet 1929, till major 1936 och till överstelöjtnant 1942. Han var chef för Kustartilleriets underofficersskola 1936–1939 och 1941–1943, kommendant i Älvsborgs fästning 1939–1941 och tygmästare i Blekinge kustartilleriförsvar från 1943. Wockatz blev överste i Kustartilleriets reserv 1949. Han blev riddare av Svärdsorden 1936 och av Vasaorden 1946. Wockatz vilar på Nya Varvets kyrkogård i Göteborg.